# Психиатрия (журнал)
«Психиатрия» — рецензируемый научный журнал, выпускаемый Всероссийским научным Центром психического здоровья Российской академии медицинских наук (ВНЦПЗ РАМН).

## Общая информация
Журнал публикует материалы, посвящённые теоретическим и научно-практическим проблемам психиатрии: оригинальные исследования, случаи из практики, обзоры отечественной и зарубежной литературы, переводы по тематике журнала, рецензии, информацию и съездах и конгрессах психиатров. Специальная рубрика выделена для обсуждения проблем социальной психиатрии, «привлекающих в последние годы всё большее внимание психиатров практически во всех странах мира».
На страницах журнала публикуются новые данные по эпидемиологии психических расстройств, рассматриваются современные подходы к социальной реабилитации психически больных, деонтология в психиатрии, правовые аспекты оказания психиатрической помощи.
Первый выпуск журнала появился в 2003 году и ознаменовал 20-летие ВНЦПЗ РАМН (1982—2002). Приоритетное направление работы и основное назначение журнала — развитие психопатологического и клинического направления в психиатрии в русле отечественной традиции, разработка и обсуждение вопросов национальной классификации психических заболеваний. Главным редактором журнала является генеральный директор ВНЦПЗ РАМН А. С. Тиганов.

## Основные рубрики журнала
- Клиническая психиатрия
- Биологическая психиатрия
- Социальная психиатрия
- Эпидемиология психических расстройств
- Научные обзоры